# Uwe Fellensiek
Uwe Fellensiek (Osnabrück, 30 agosto 1955) è un attore tedesco, attivo principalmente in campo televisivo.

## Carriera
Tra grande e - soprattutto - piccolo schermo, è apparso in una quarantina di differenti produzioni, a partire dall'inizio degli anni ottanta.. I suoi ruoli più noti sono quello del Commissario Peter Wolniak nella serie televisiva Im Namen des Gesetzes (1996-1998), quello del Commissario Capo Josef "Jupp" Schatz nella serie televisiva SK Kölsch (1999-2006) e quello di Henning Storm nella serie televisiva Hamburg Distretto 21 (Notruf Hafenkante, 2009-2011).

## Filmografia parziale

### Cinema
- 5 Flaschen für Angelika, regia di Frank Döhmann  e Werner Possardt  (1981)
- Egomania - Insel ohne Hoffnung, regia di Christoph Schlingensief (1986)
- Manta, Manta, regia di Wolfgang Büld (1991)
- Alles nur Tarnung (1996)
- Dirty Sky, regia di Andy Bausch (2003)
- Chaostage (2009)
- Fahr zur Hölle (2011)
- A Farewell to Fools, regia di Bogdan Dumitrescu (2011)

### Televisione
- Tatort - serie TV, ep. 01x126-01x258 (1981-1992)
- Hans im Glück - serie TV (1986)
- Il commissario Kress (Der Alte), ep. 11x01, regia di Zbyněk Brynych (1987)
- Hafendetektiv- serie TV, ep. 01x05 (1987)
- Kinder aus Stein - film TV (1987)
- Un caso per due  - serie TV, 5 episodi (1990-2007)
- Wolff - Un poliziotto a Berlino- serie TV, ep. 01x10-07x09 (1992-1998)
- Eurocops - serie TV, ep. 06x02, regia di Michael Mackenroth (1993)
- Und tschüss! - serie TV, ep. 01x06 (1995)
- Lady Cop - serie TV, ep. 02x02 (1995)
- Im Namen des Gesetzes - serie TV, 33 episodi (1996-1998)
- Agentenfieber - film TV (1997)
- SK Kölsch - serie TV, 81 episodi (1999-2006)
- Faber l'investigatore - serie TV, 4 episodi (1998-2002)
- Polizeiruf 110 - serie TV, ep. 07x34 (2005)
- In aller Freundschaft - serie TV, ep. 09x45 (2007)
- Il medico di campagna - serie TV, ep. 18x05 (2009)
- Der Dicke - serie TV, ep. 03x06 (2009)
- Hamburg Distretto 21 - serie TV, 41 episodi (2009-2011)
- Squadra Speciale Stoccarda - serie TV, ep. 04x11 (2011)
- Squadra Speciale Cobra 11 - serie TV, ep. 29x04-37x04 (2011-2015)

## Doppiatori italiani
- Massimo De Ambrosis in Hamburg Distretto 21[4]